# Disciotis venosa
Disciotis venosa (Christian Hendrik Persoon, 1801 ex Léon Arnould, 1893 sau Christian Hendrik Persoon, 1801 ex Émile Boudier, 1893), sin. Peziza venosa (Christian Hendrik Persoon, 1801), Discina venosa (Christian Hendrik Persoon, 1801 ex Elias Magnus Fries (1822), denumită în popor pitacu dracului, ceșcuța babei sau lămâiță, este o  specie saprofită de ciuperci comestibile din încrengătura Ascomycota, în familia Morchellaceae și de genul Disciotis. Buretele se dezvoltă în România, Basarabia și Bucovina de Nord, aproape mereu în grupuri mari și adesea împreună cu ciuperci de genul Morchella, numai pe soluri calcaroase, lipsind în permanență pe cele acre, prin zăvoaie, grădini, parcuri, livezi, dar de asemenea pe malurile de pârâie sau izvoare. El se poate găsi de la câmpie la deal, din martie până la sfârșitul lui mai, câteodată până în mijlocul lui iunie.

## Istoric

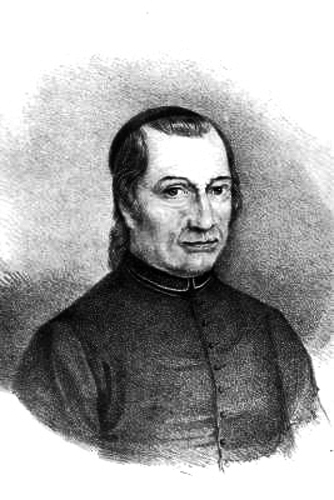
Franz Xaver von Wulfen

Această specie a fost descrisă pentru prima dată de savantul austriac Franz Xaver von Wulfen în sensul școlii lui Carl von Linné, sub denumirea Helvella cochleata în publicația sa Plantae rariores carinthiacae din 1781, încadrată în volumul 2 al operei marelui om de știință Nikolaus Joseph von Jacquin Miscellanea austriaca ad botanicam, chemiam, et historiam naturalem spectantia. Zece ani mai târziu, în 1791, micologul francez Pierre Bulliard a shimbat numele generic în Peziza (epitetul rămânând cochleata) în volumul 1 al lucrării sale Histoire des champignons de la France.
În 1801, savantul suedez (Christian Hendrik Persoon a redenumit specia în Peziza venosa nereferindu-i pe Wulfen sau Bulliard, iar renumitul compatriot al lui, Elias Magnus Fries, i-a dat taxonul Discina venosa în volumul 2 al lucrării sale Systema mycologicum din 1822. Ambele denumiri au fost folosite în urmă alternând foarte des și se mai  pot găsi în cărți micologice mai noi.
Taxonul autentic (2018) este Disciotis venosa din 1893, care se referă la denumirea lui Persoon. Dar noul nume generic a fost făcut paralel în același volum al jurnalului Bulletin de la Société Mycologique de France: Léon Arnould l-a determinat în articolul său Liste des espèces de champignons récolte dans la Picardie pe pagina 106 și Émile Boudier în articolul său Rapport sur les excursions faites par la Société Mycologique de France pendant la session de 1893 pe pagina 111. De atunci  se discută între micologi despre donatorul drept al taxonului, de acea unii se referă la Arnould, alții la Boudier, astfel de asemenea Index Fungorum și Mycobank (vezi sus).

## Descriere

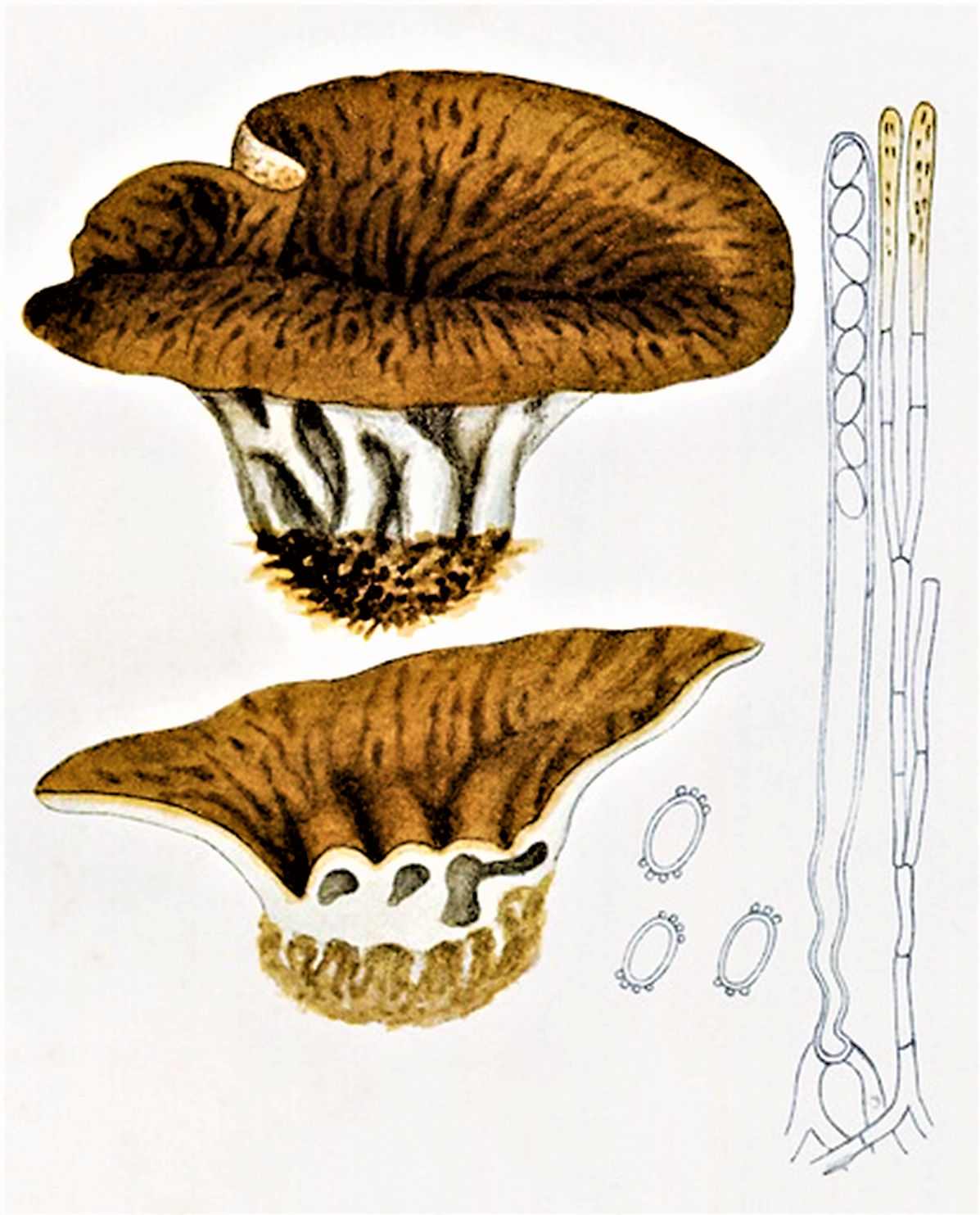
Bres.: Discina venosa

- Corpul fructifer: are un diametru de 4-12 (15) cm și o grosime maximală de 2,5-3 cm în formă de cupă, care se lărgește pe măsură ce buretele se maturizează, devenind uneori aproape plat. Prezintă marginea ondulată, neregulată și crestată. Suprafață interioară (= superioară) este cea care produce sporii, care la o adiere de vânt se ridică ca un fum albicios. Această suprafață de un maroniu-ocru este netedă. Suprafața exterioară (= inferioară), este de culoare mai deschisă, chiar albicioasă către bază, prezintă o serie de nervuri și este foarte fin păroasă și flocoasă.
- Piciorul:  are o înălțime de 2-4 cm și o grosime până la 5 mm în pereți, este foarte scurt, bont și prezintă o suprafață zgrunțuroasă cu nervuri groase. Coloritul este albicios-gălbui.
- Carnea: este subțire, fragilă, albicioasă cu un miros de clor (în special după tăiere) care se pierde însă permanent în cursul preparării în bucătărie și cu un gust specific, asemănător zbârciogilor.
- Caracteristici microscopice: are spori cu o mărime de  20-24 x 11-14 microni, sunt elipsoidali, netezi, hialini (translucizi), cu picături mici la poli. Praful lor este albicios.[5][6]
- Reacții chimice: Această ciupercă nu-și schimbă culoarea după adăugarea de reactivi chimici. Nici măcar ascii se colorează cu iod.[13]

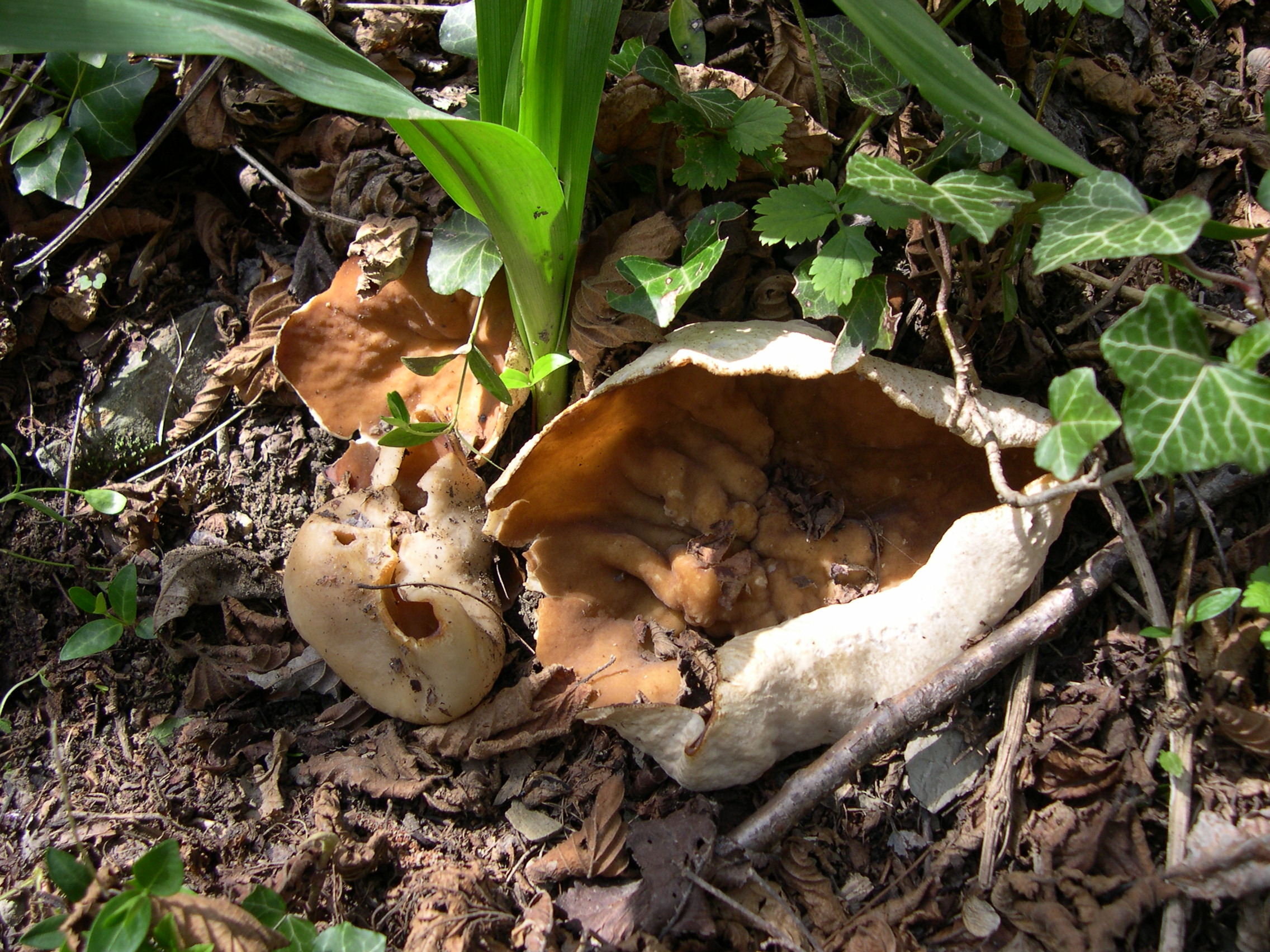
D. venosa pe interior
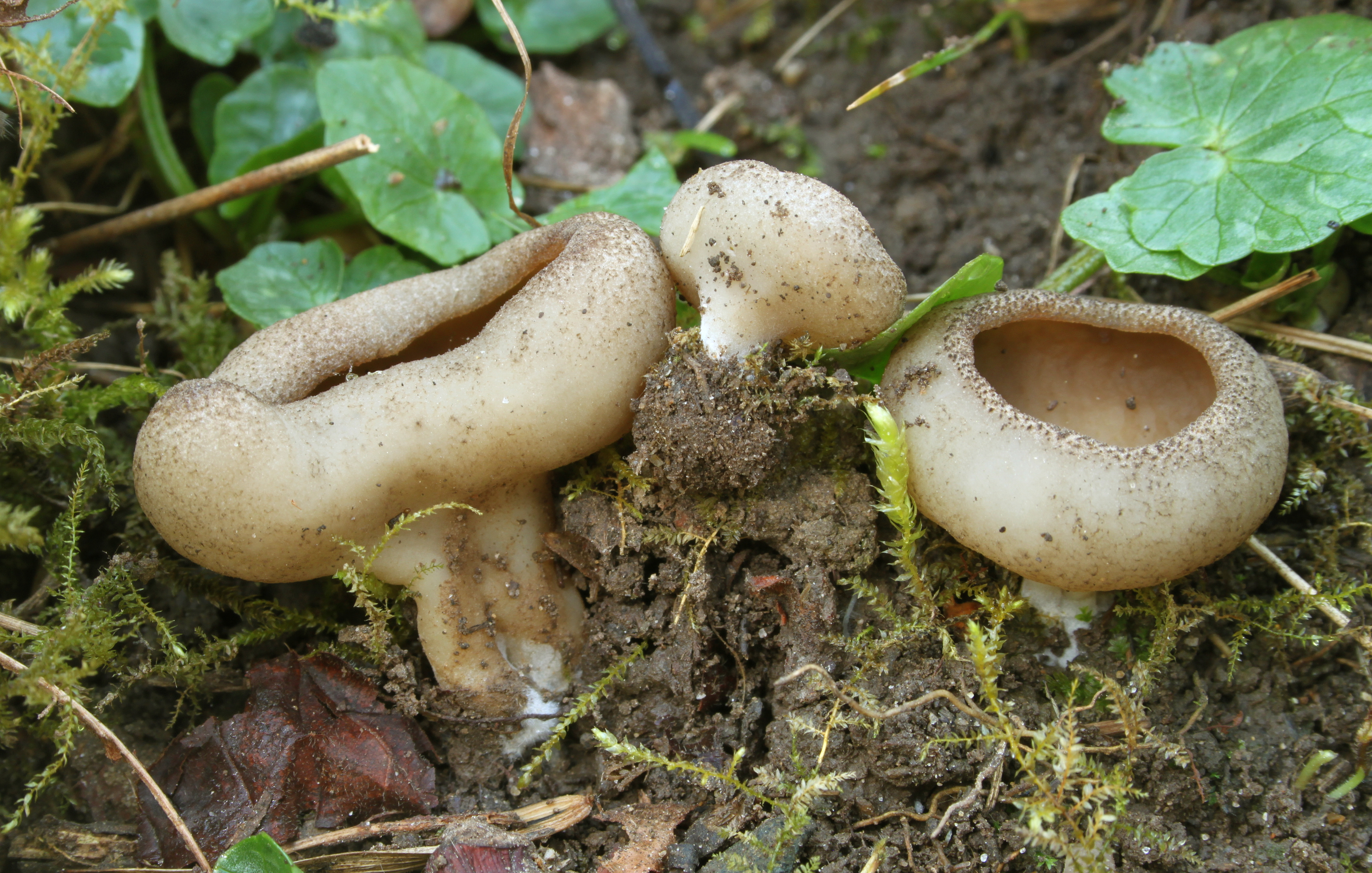
D. venosa tinere
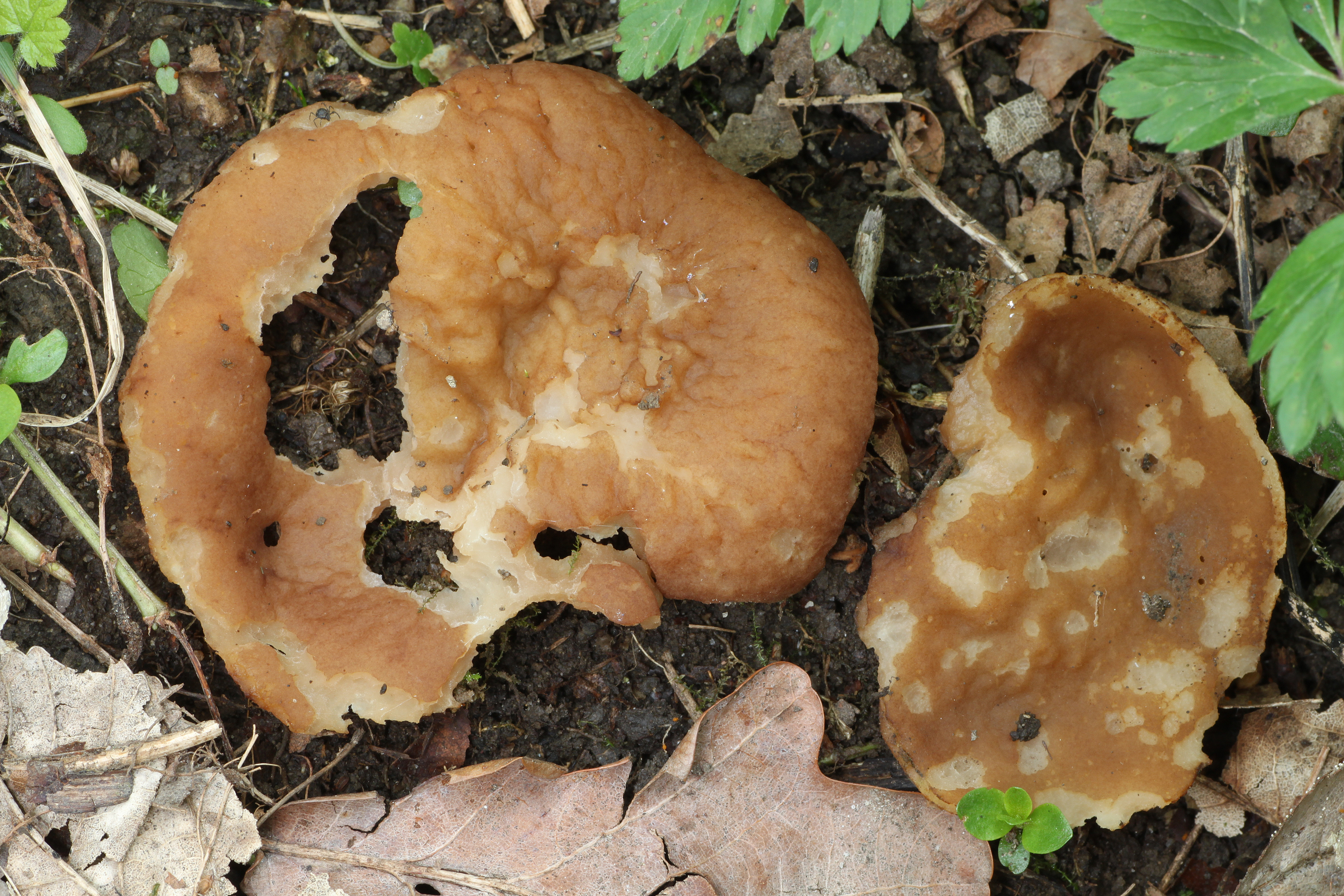
D. venosa bătrână
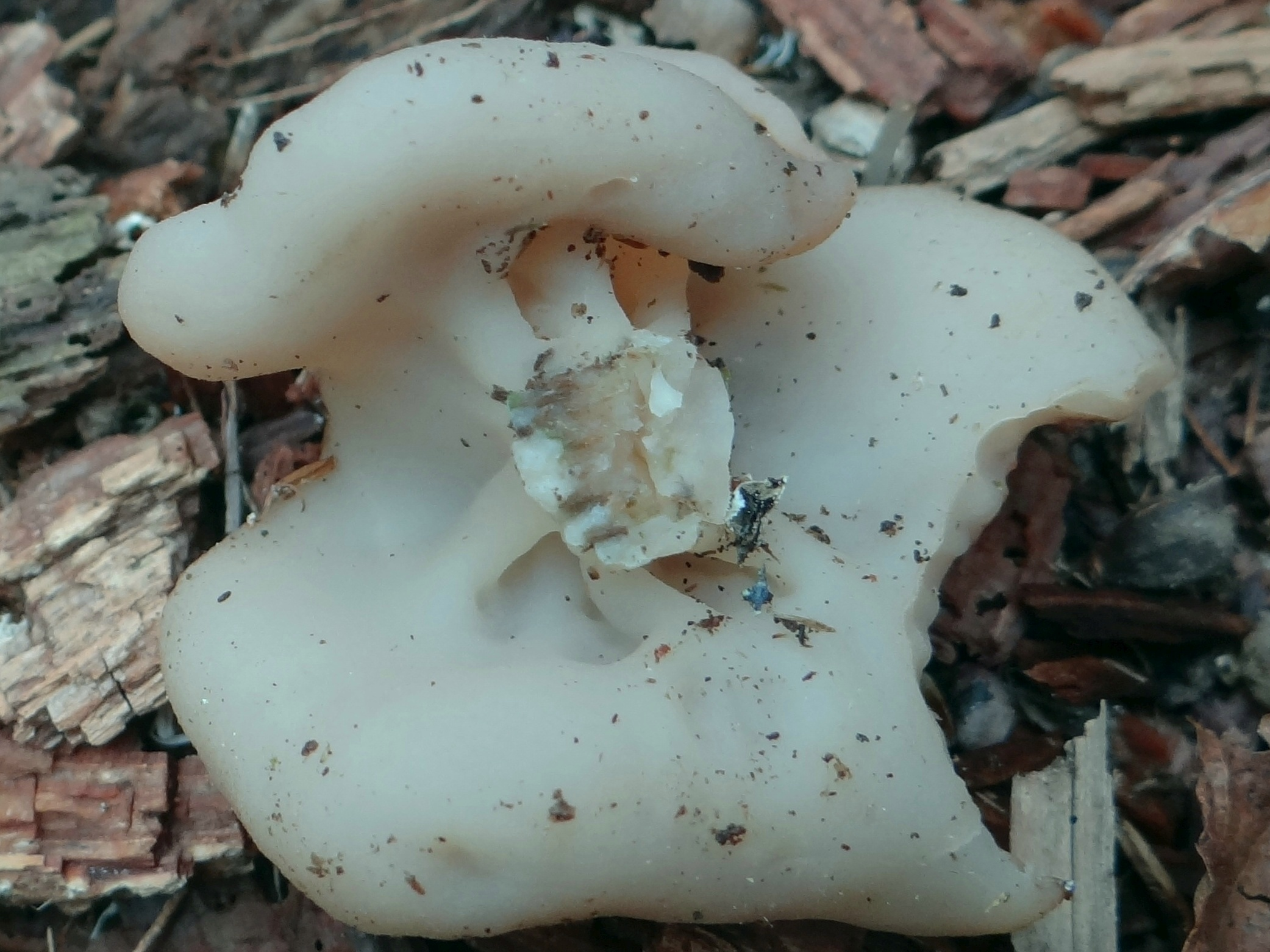
D. venosa, formă albicioasă

## Confuzii
Deși Disciotis venosa poate fi identificată ușor datorită mirosului ei de clor, ea este adesea confundată cu alte specii de aspect asemănător din încrengătura Ascomycota, cum ar fi: Aleuria aurantia (comestibilă), Caloscypha fulgens (fără valoare), Discina ancilis sin. Discina perlata (comestibilă), Dumontinia tuberosa sin. Sclerotinia tuberosa (fără valoare), Helvella acetabulum (comestibilitate restrânsă), Helvella costifera (comestibilitate restrânsă), Helvella leucomelaena (comestibilitate restrânsă), Helvella queletii ((comestibilitate restrânsă), Otidea cochleata (comestibilă), Otidea leporina (comestibilă), Otidea onotica (comestibilă), Peziza arveniensis (comestibilă), Peziza badia (comestibilă), Peziza cerea (fără valoare), Peziza michelii (fără valoare), Peziza varia (comestibilă), Peziza vesiculosa (comestibilă), Sarcoscypha coccinea (comestibilă) sau Sarcosphaera coronaria sin. Sarcosphaera crassa (posibil foarte otrăvitoare), și Sarcosphaera eximia (destul de otrăvitoare, conține giromitrină, corp cu tonuri mai albăstruie, miros de revent la maturitate).

## Specii asemănătoare

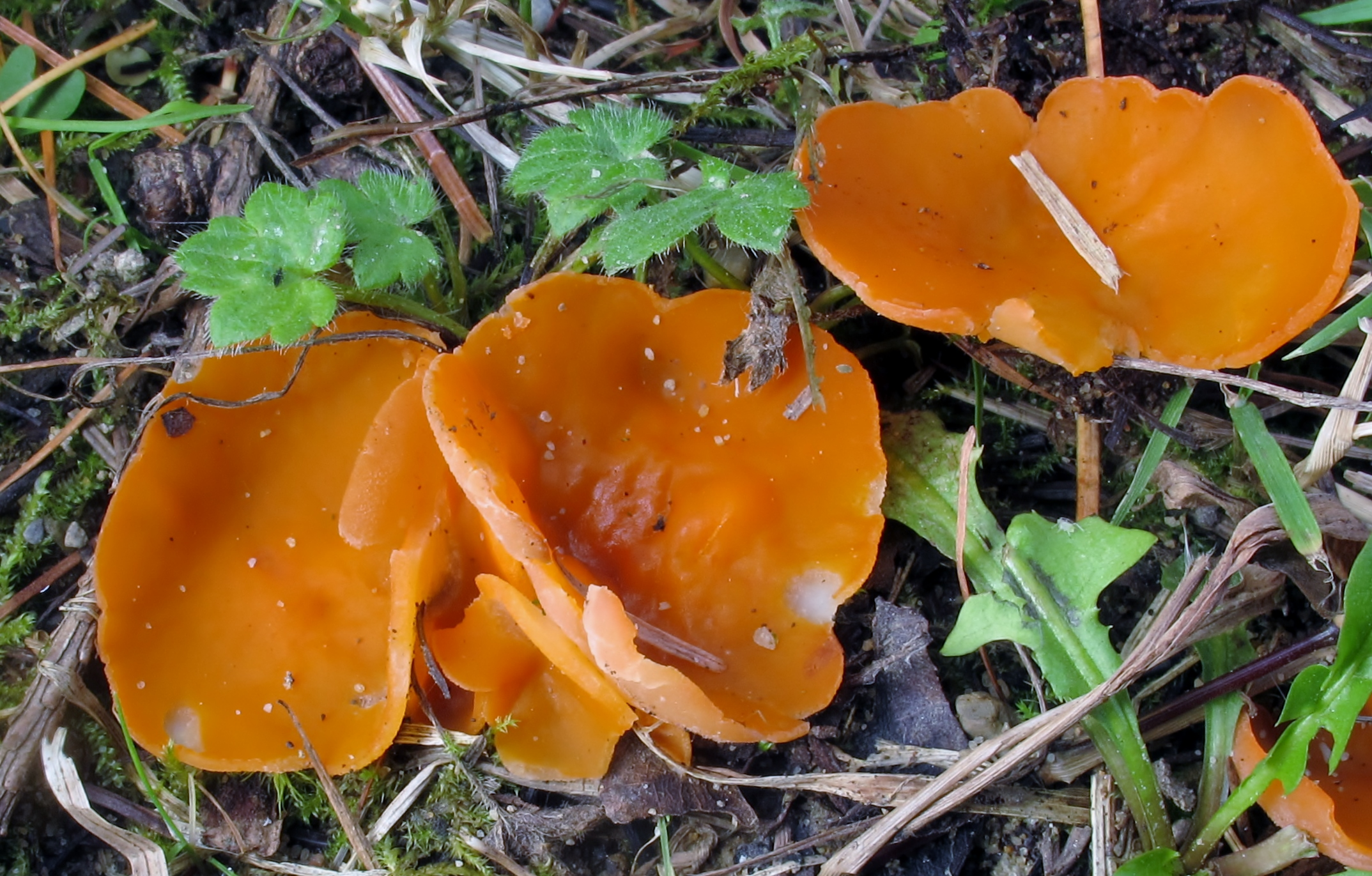
Aleuria aurantia
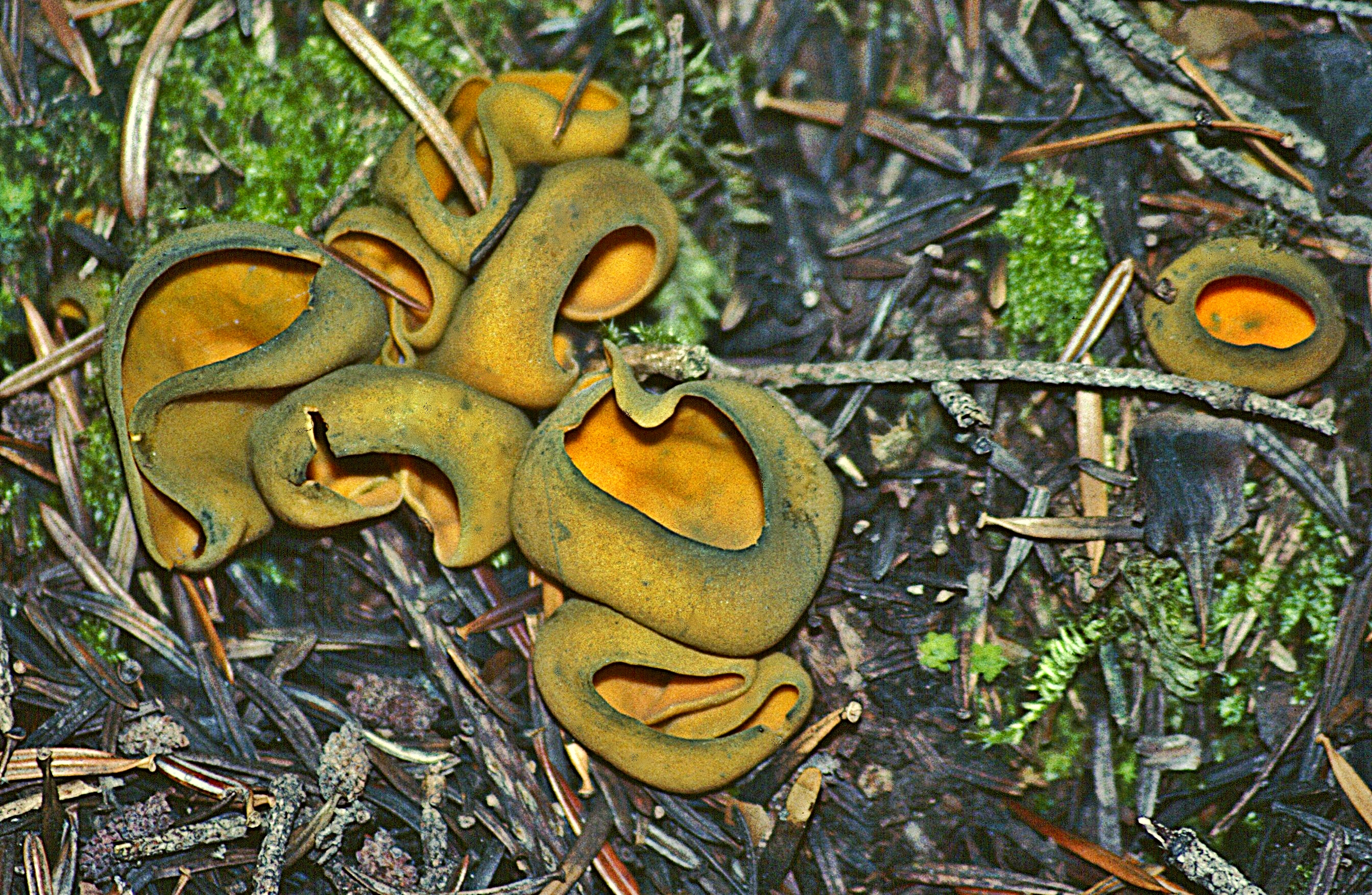
Caloscypha fulgens
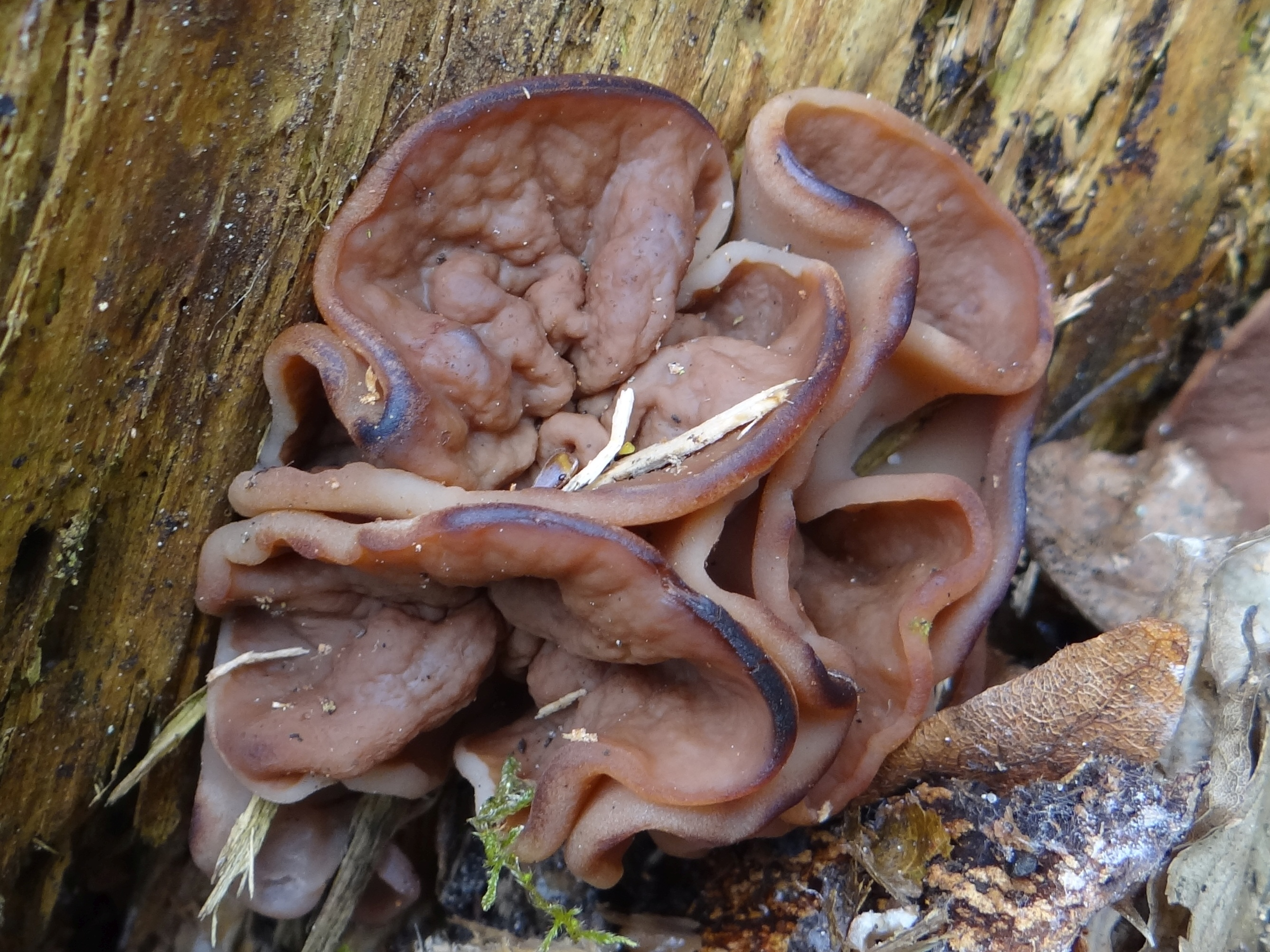
Discina ancilis sin. Discina perlata
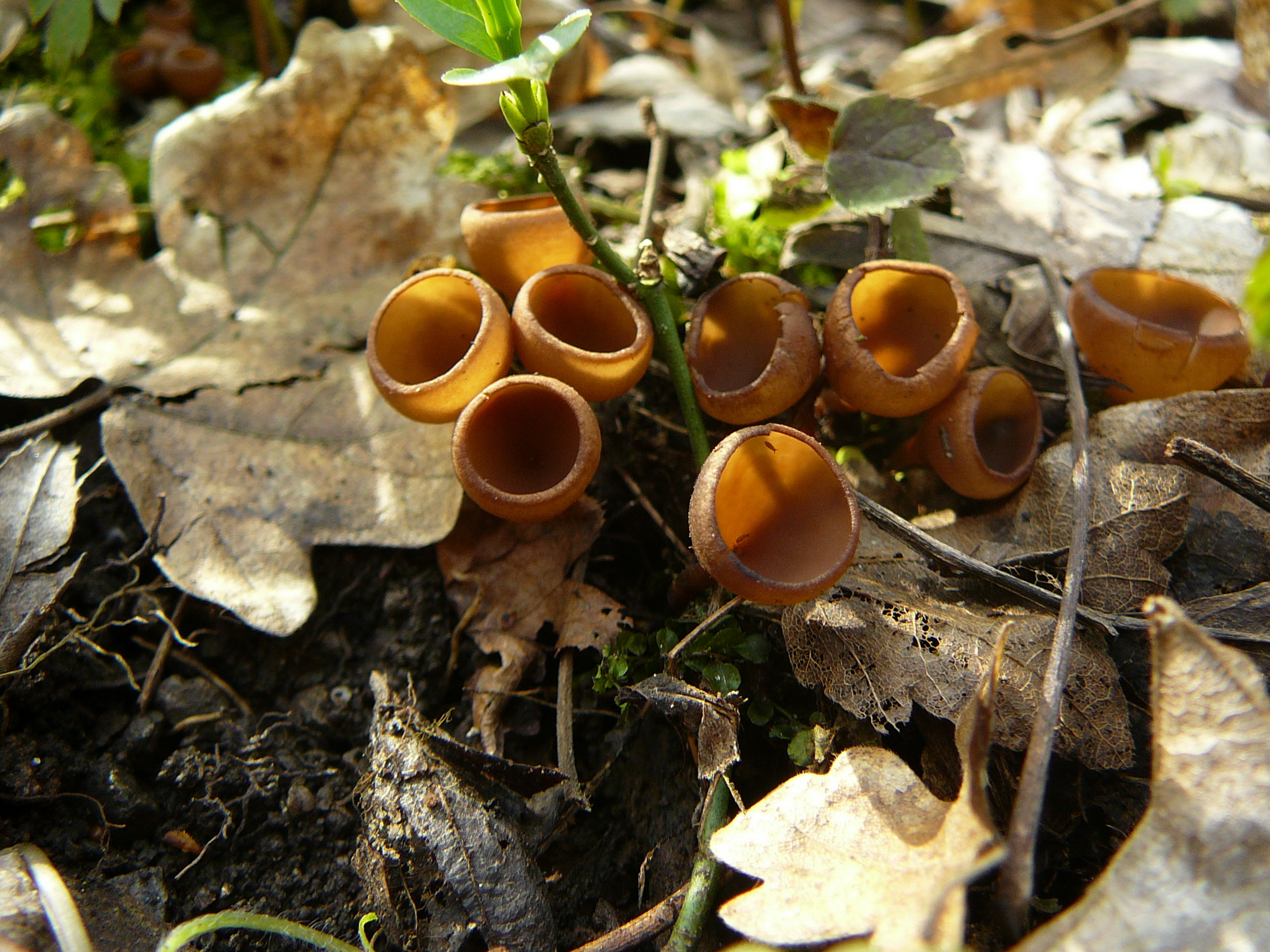
Dumontinia tuberosa
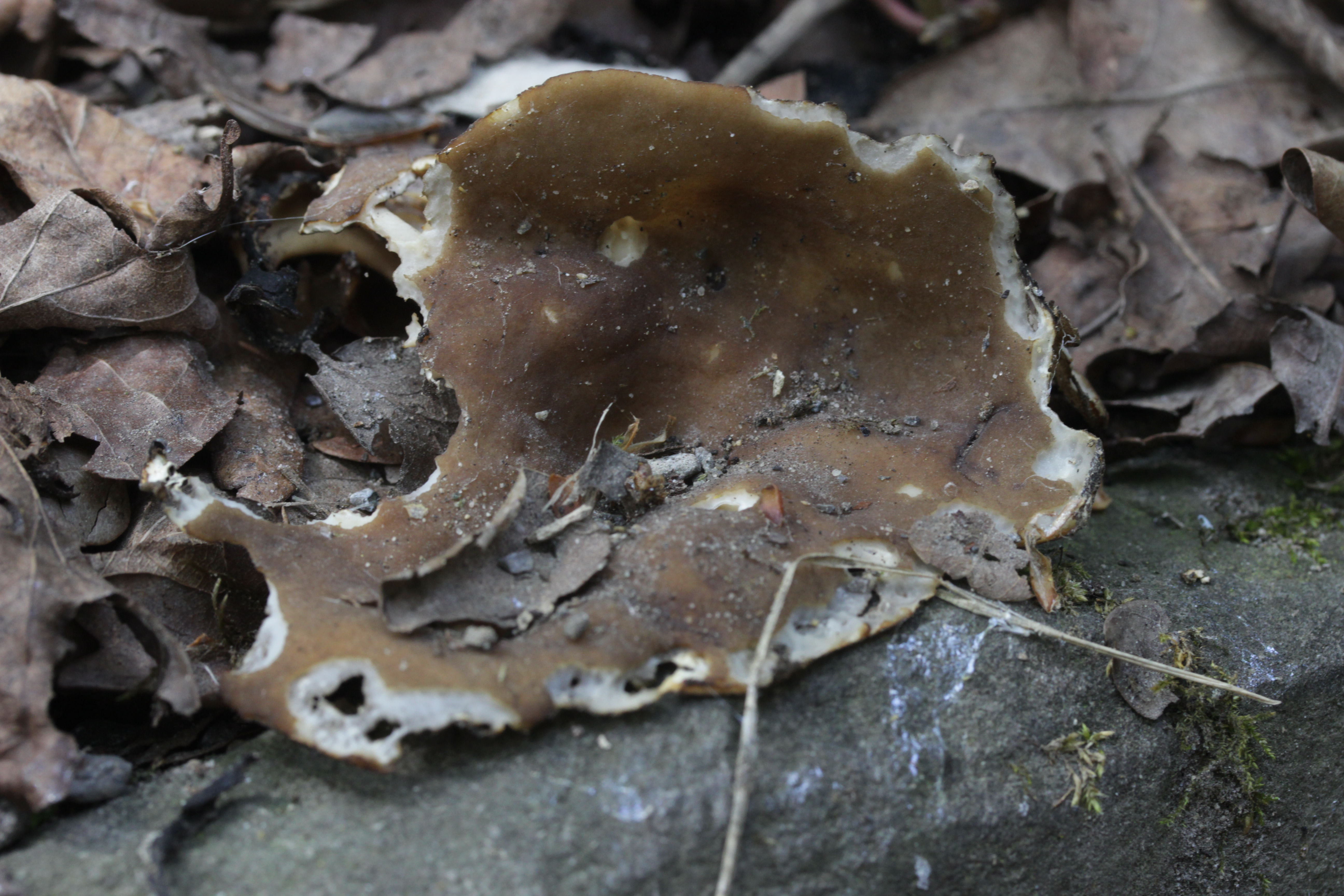
Helvella acetabulum
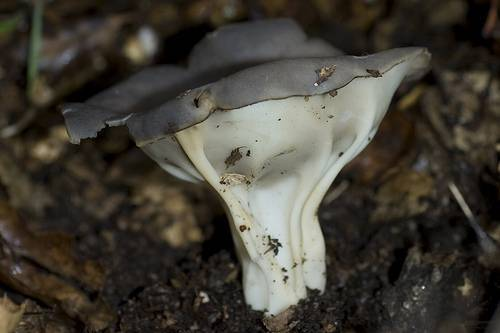
Helvella costifera
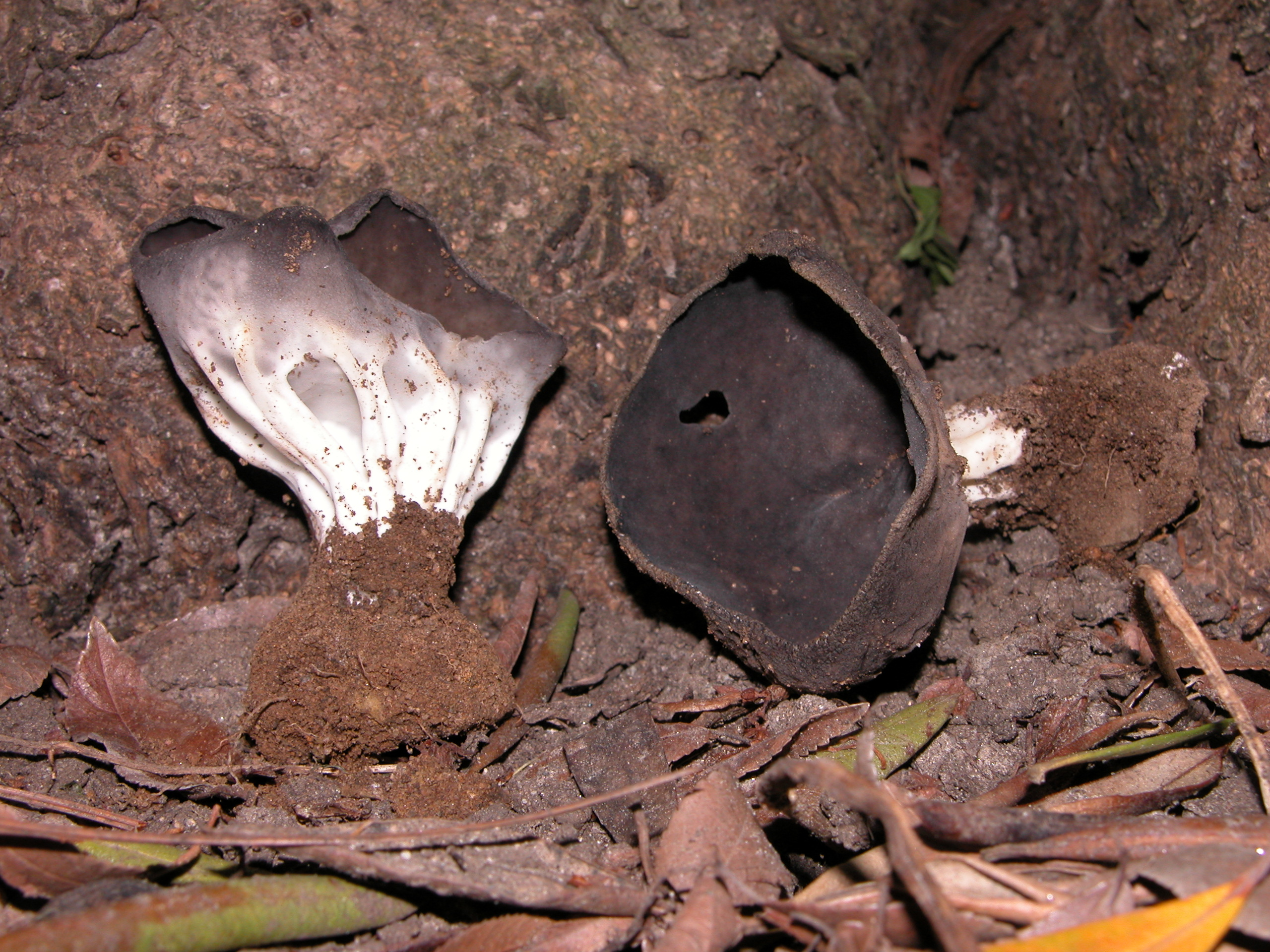
Helvella leucomelaena
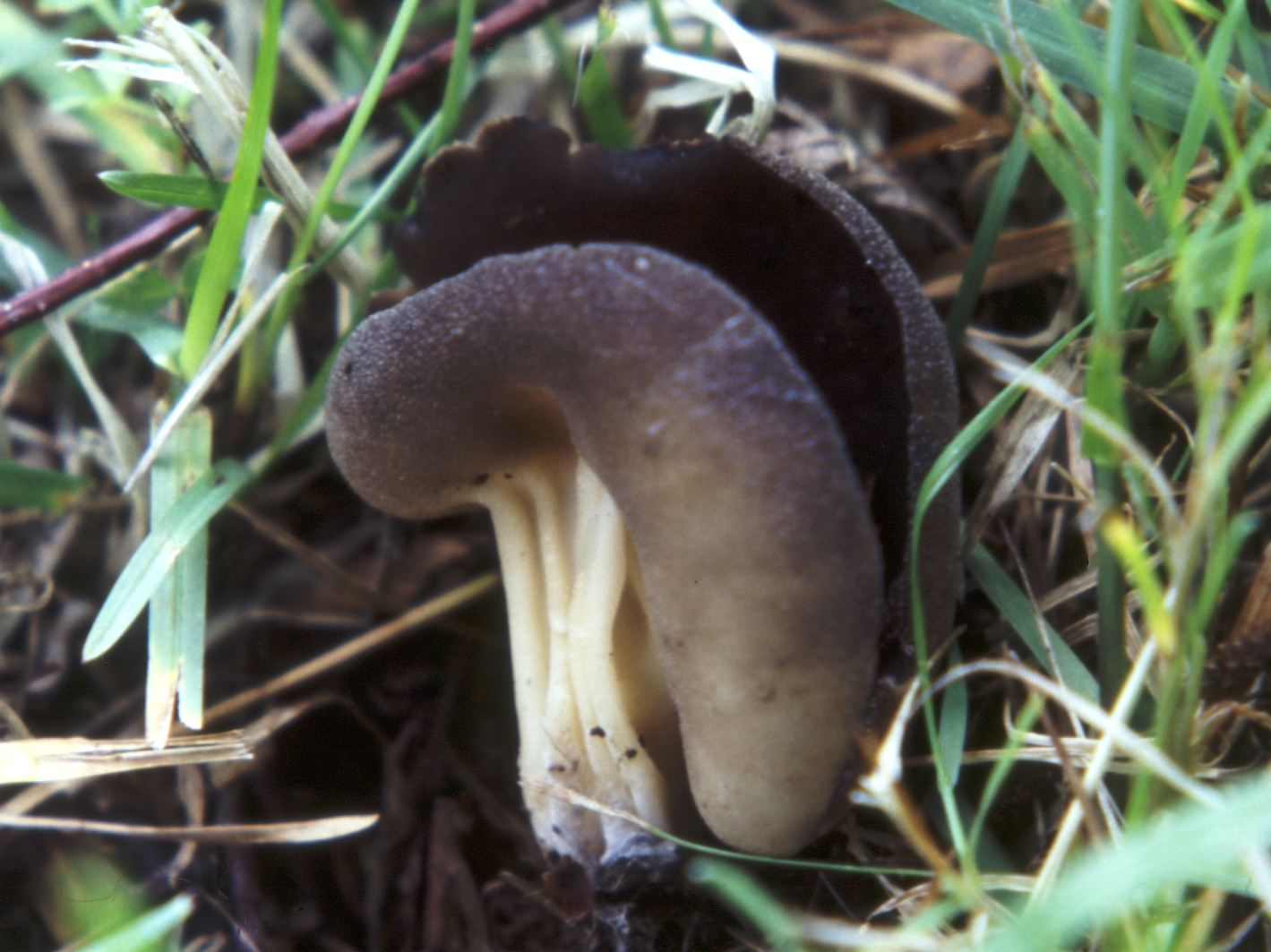
Helvella queletii
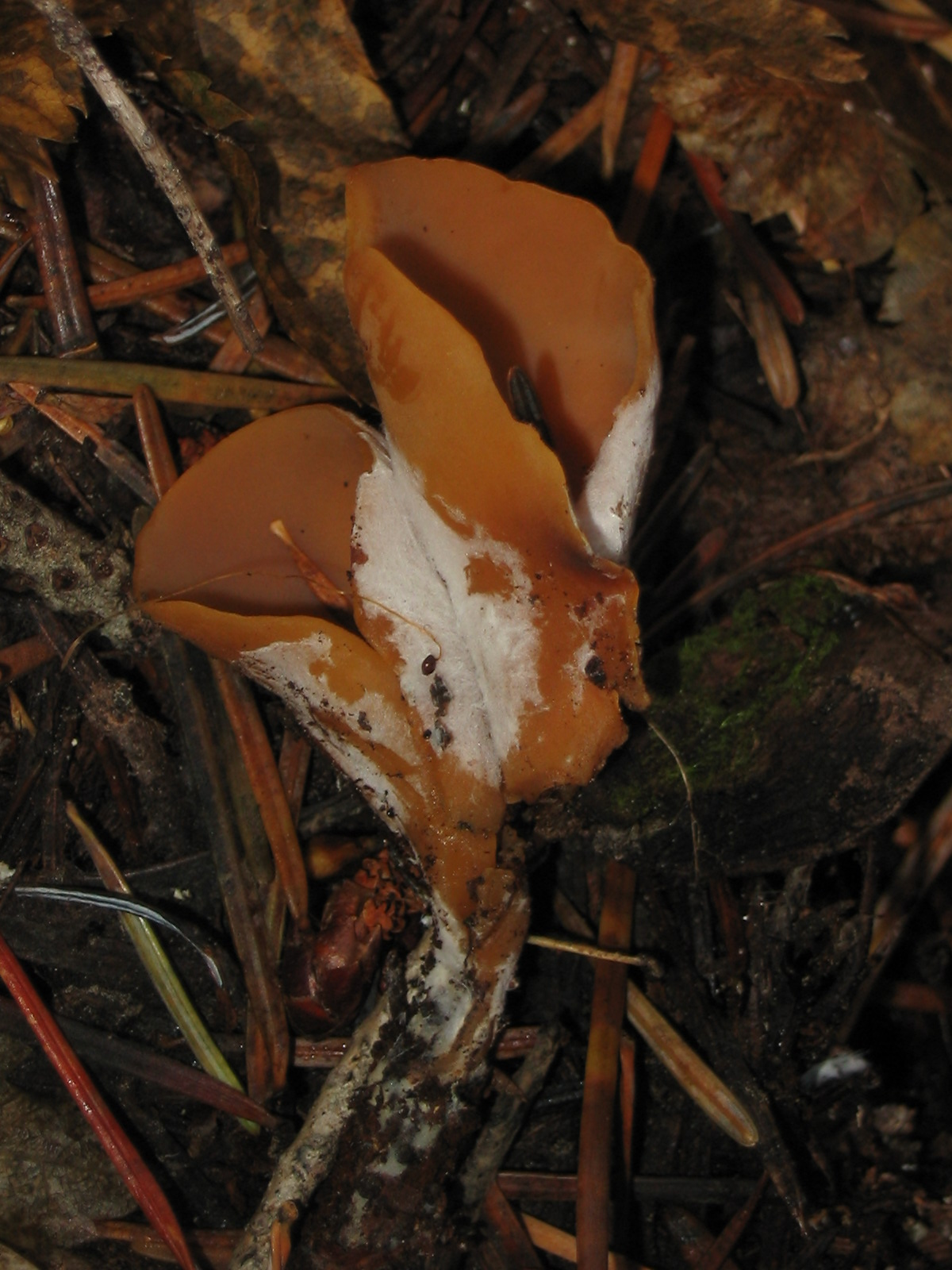
Otidea leporina

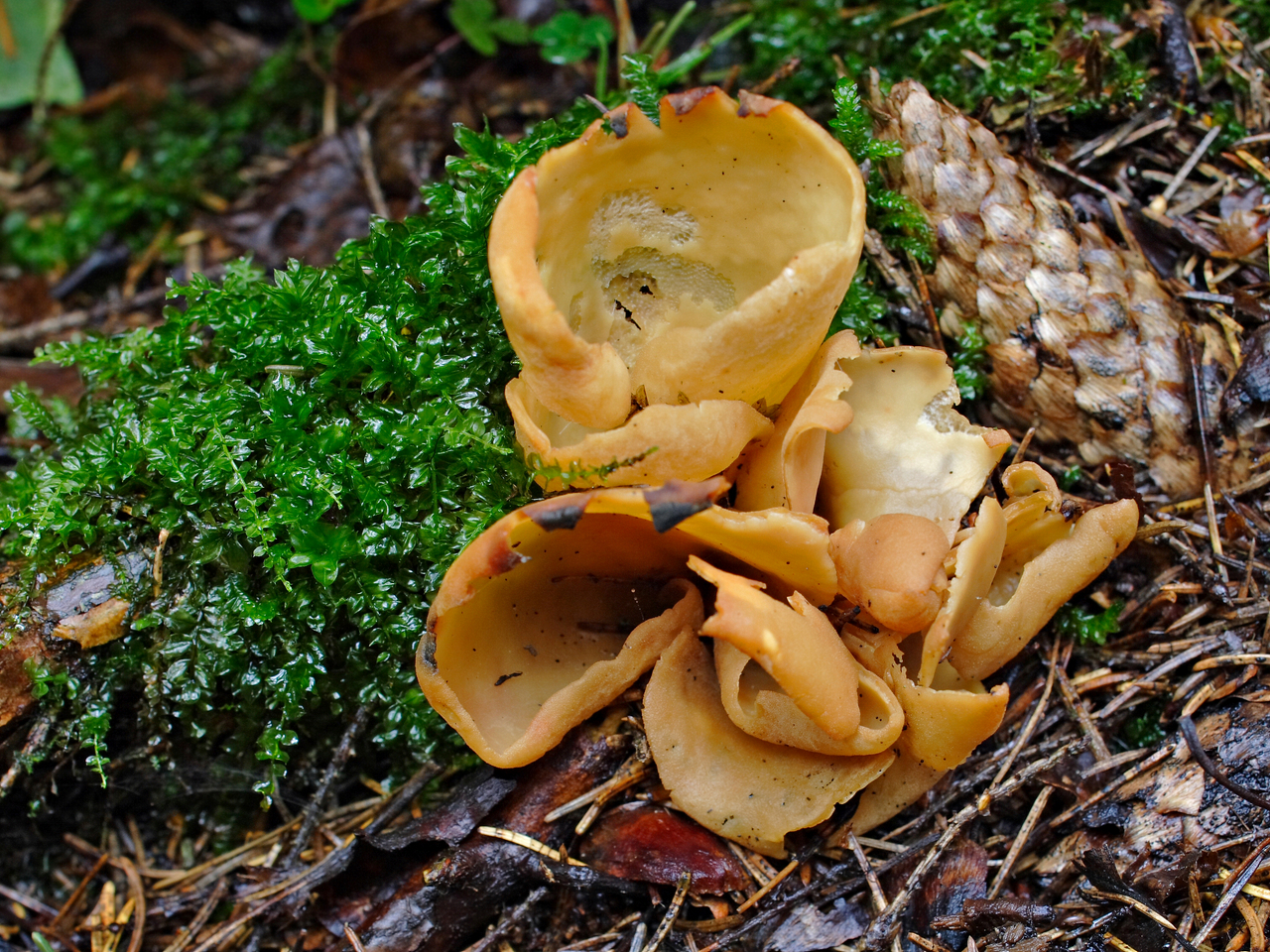
Otidea onotica
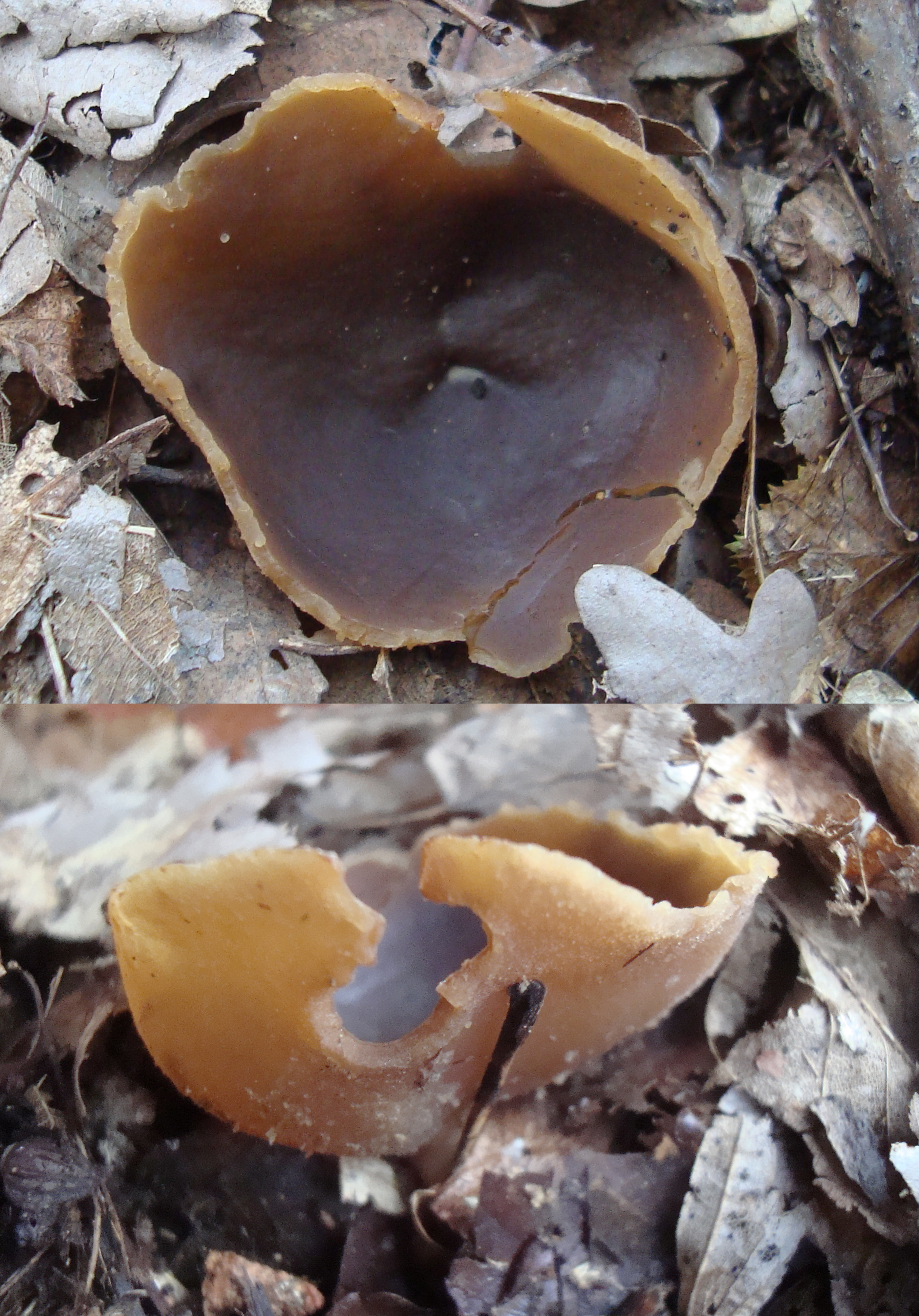
Peziza arvernensis
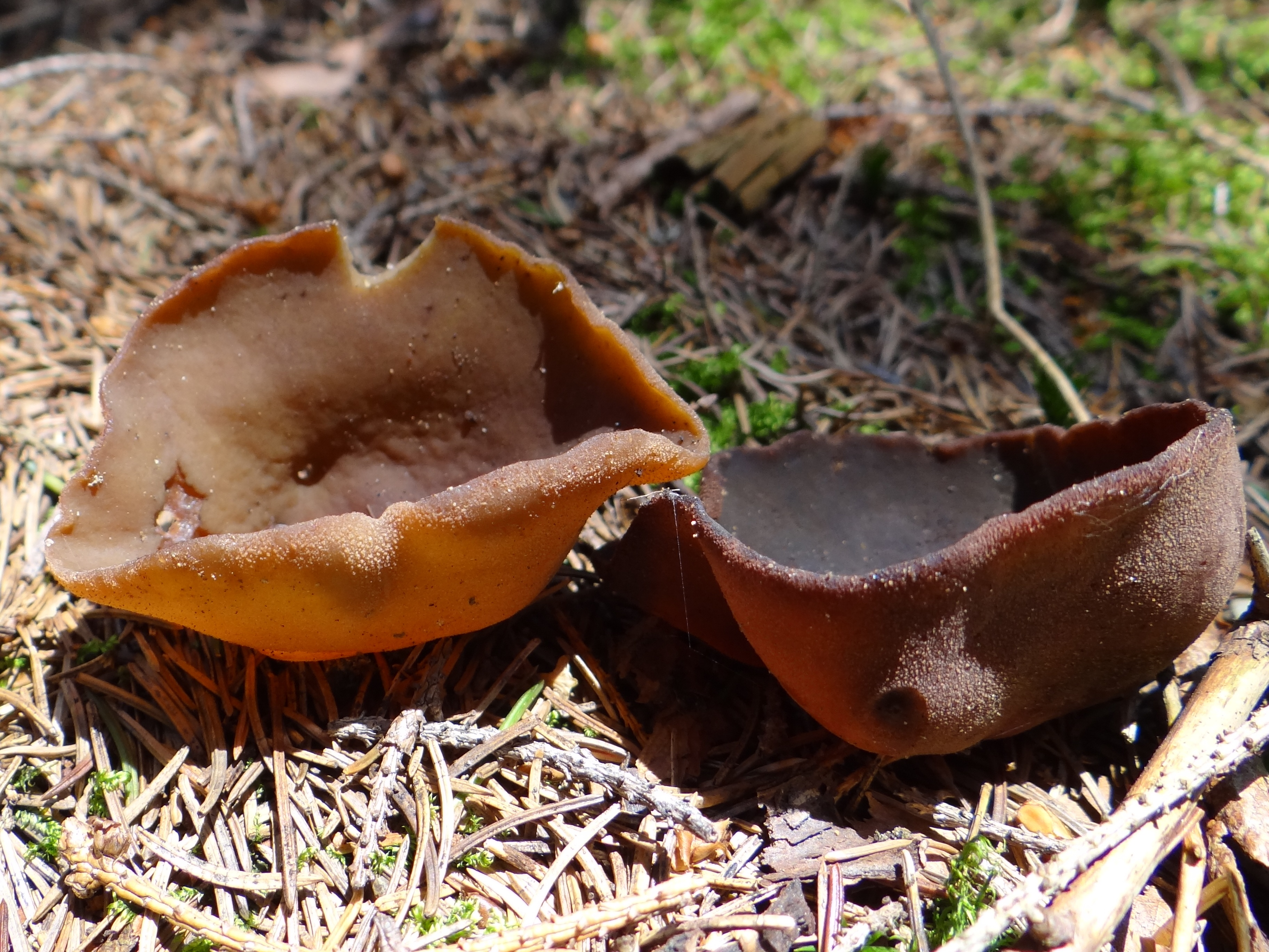
Peziza badia
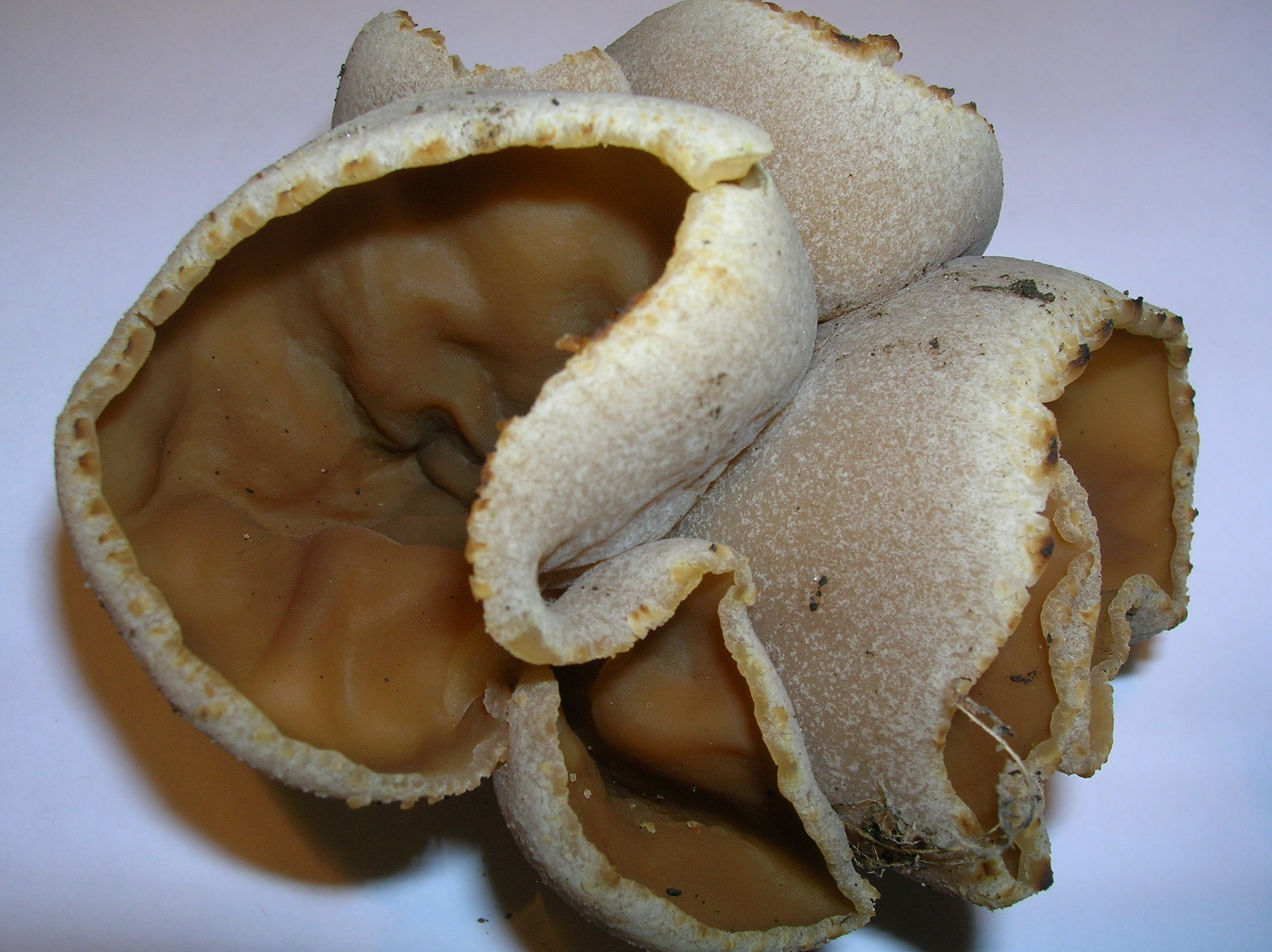
Peziza cerea
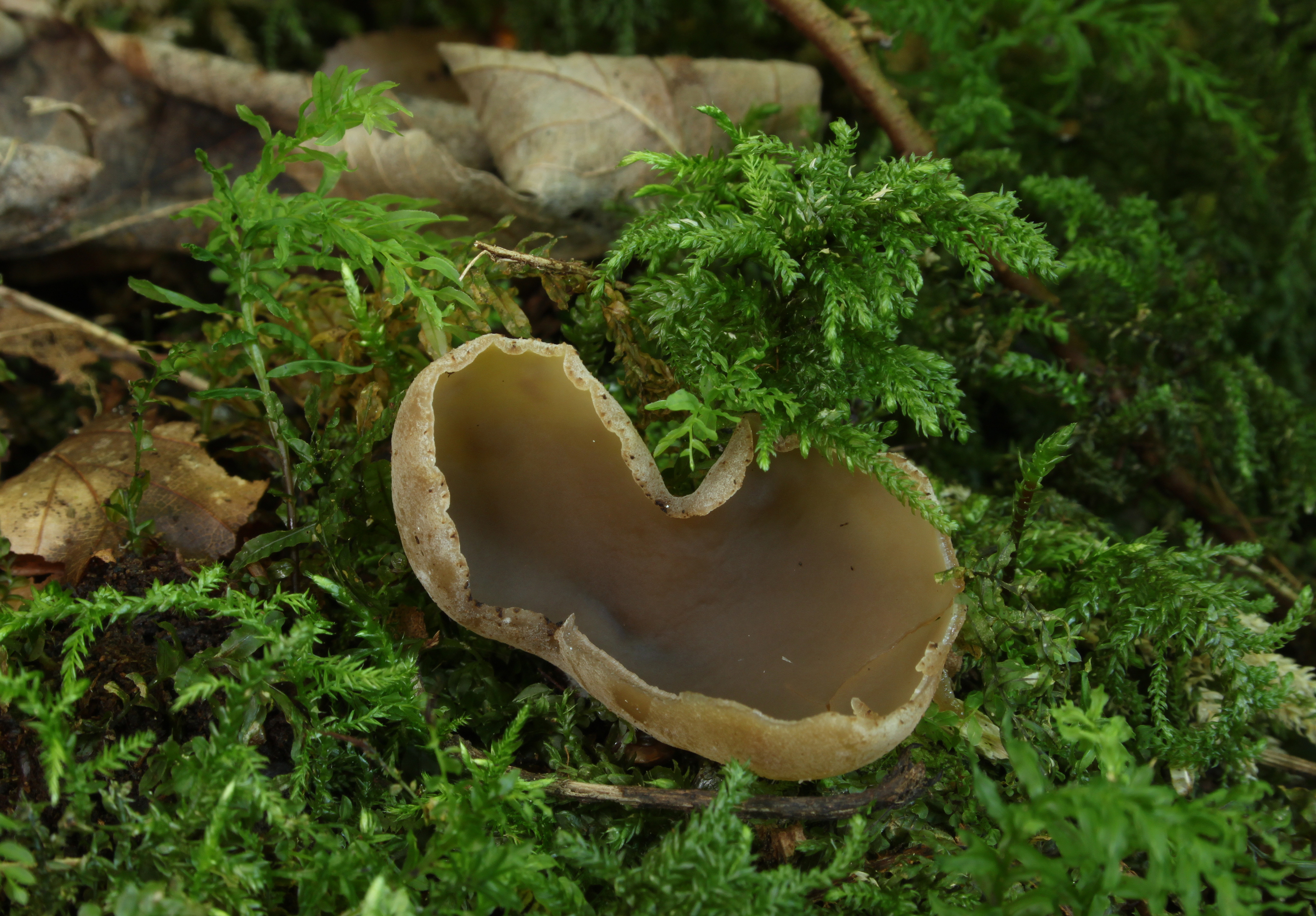
Peziza varia
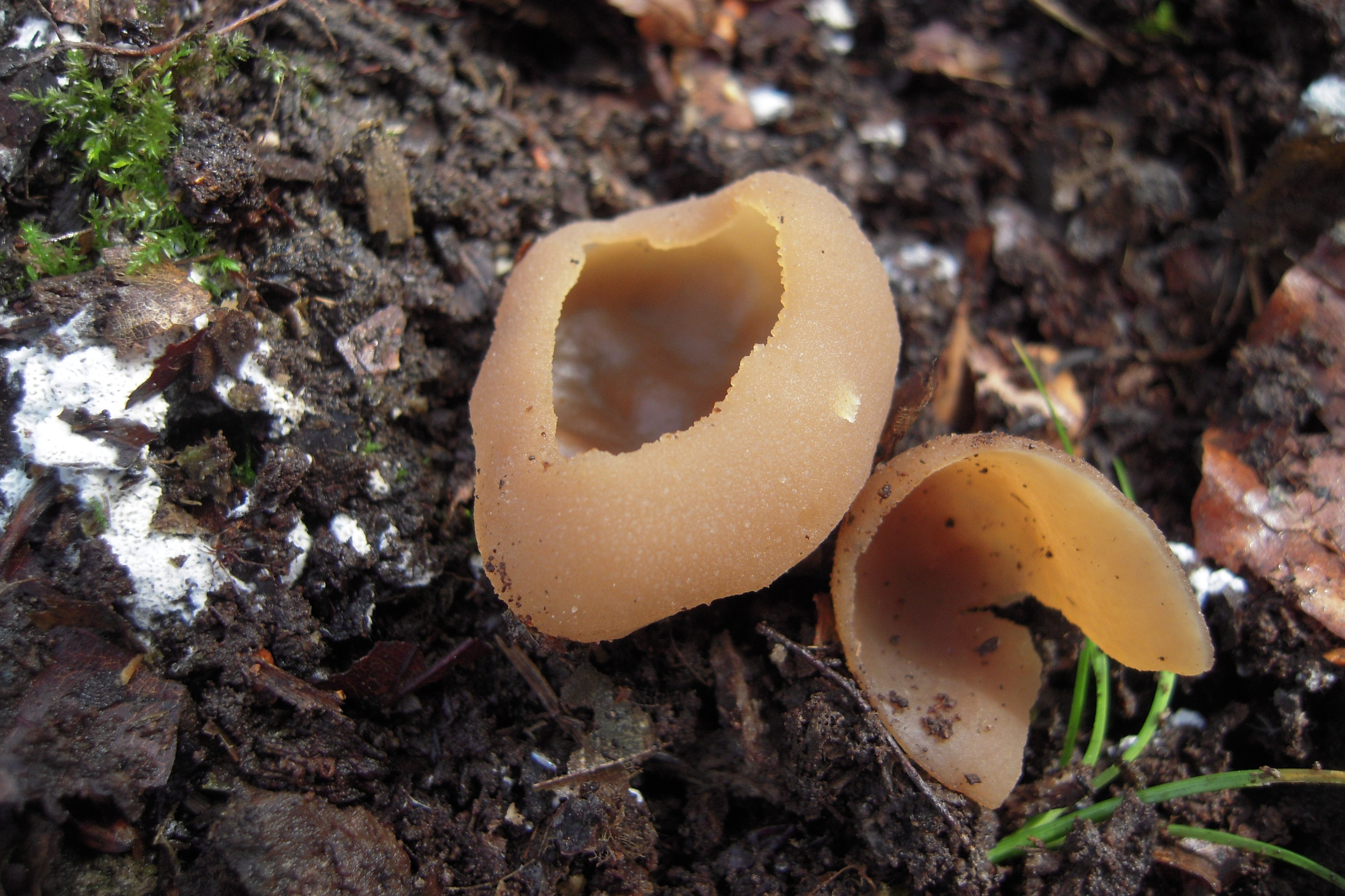
Peziza vesiculosa
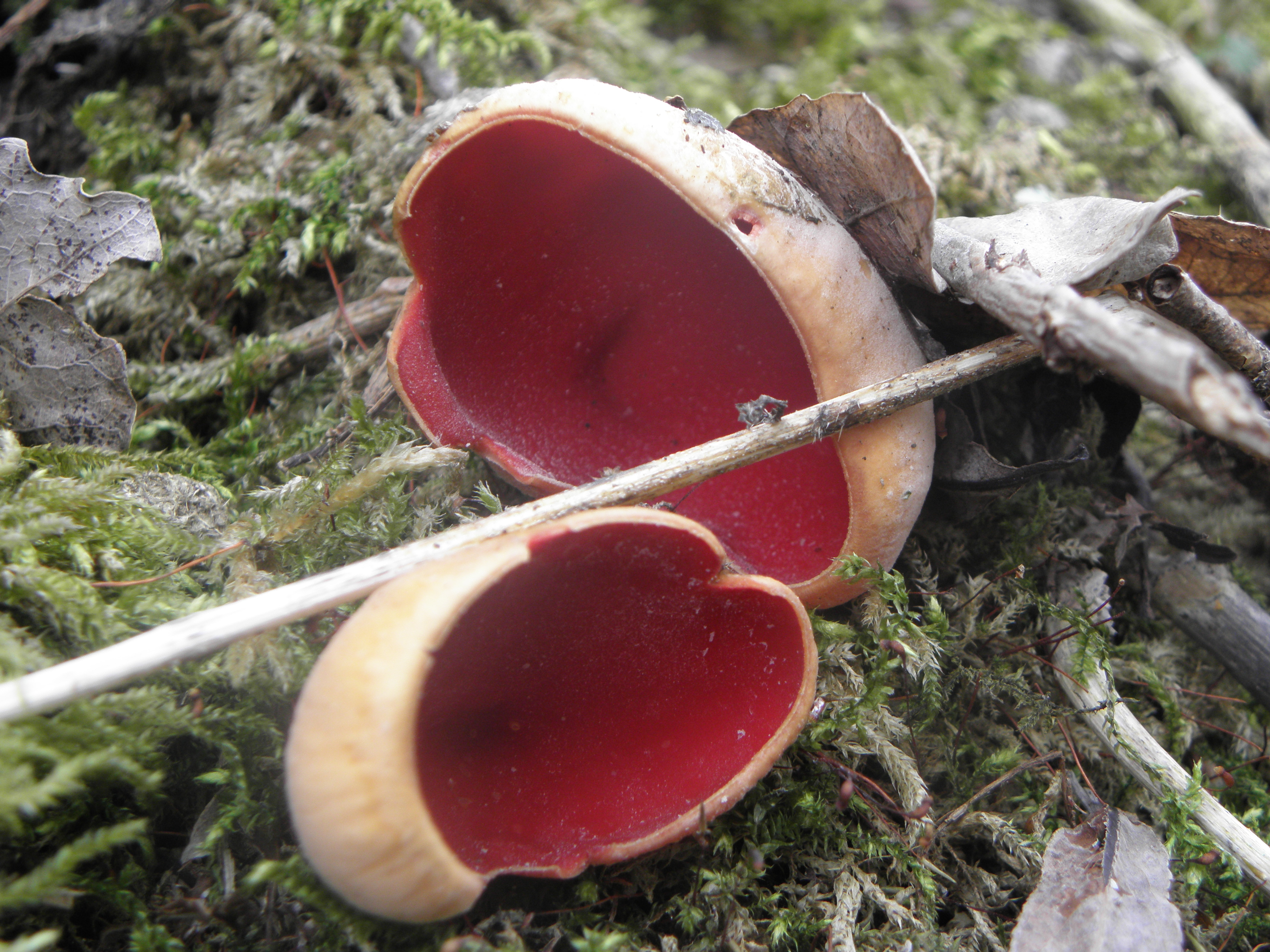
Sarcoscypha coccinea
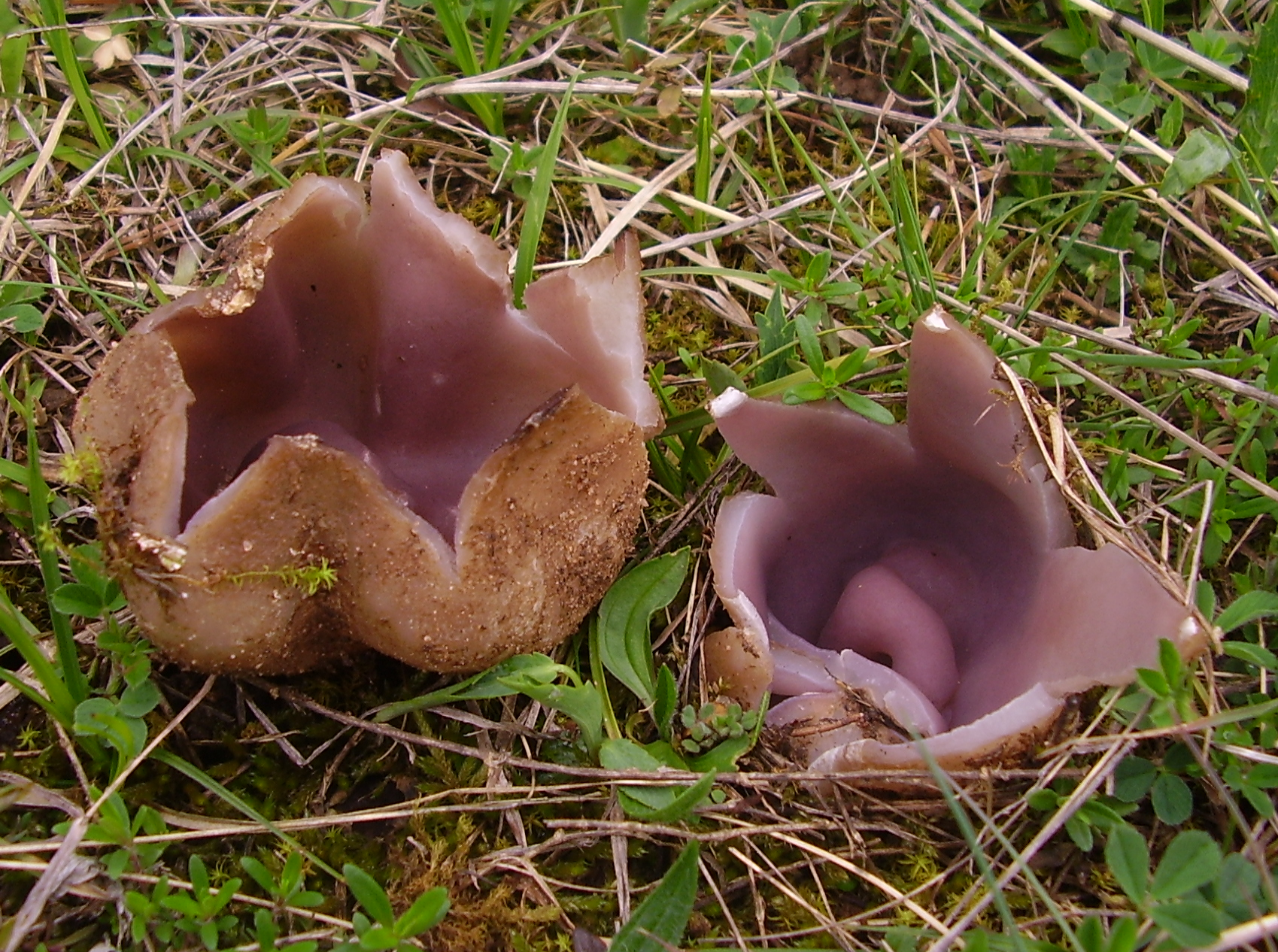
!!Sarcosphaera coronaria!!

## Valorificare
Mai întâi trebuie menționat, că pitacu dracului nu poate fi mâncat crud pentru că conține puțină hidrazină care se dizolvă în timpul fierberii. De asemenea, consumat în porții mari, poate crea reacții neplăcute la persoane sensibile, pentru că buretele este cam greu de digerat.
Valoarea culinară este redusă în comparație cu bureți de genul Morchella, dealtfel, ciupercile pot fi preparate ca zbârciogii. Mai departe sunt folosite în bucătăria asiatică.
De altfel, buretele poate fi preparat sau uscat ca Zbârciogul galben.

## Bibiliografie
- Marcel Bon: „Pareys Buch der Pilze”, Editura Kosmos, Halberstadt 2012, ISBN 978-3-440-13447-4
- Bruno Cetto, vol. 1-6 (vezi sus)
- H. Clémençon: „Pilze im Wandel der Jahreszeiten”, vol. 1 și 2, Editura Éditions Piantanida, Lausanne 1981
- Rose Marie și Sabine Maria Dähncke: „700 Pilze in Farbfotos”, Editura AT Verlag, Aarau - Stuttgart 1979 și 1980, ISBN 3-85502-0450
- Rose Marie și Sabine Maria Dähncke: „Pilze”, Editura Silva, Zürich 1986
- Jean-Louis Lamaison & Jean-Marie Polese: „Der große Pilzatlas“, Editura Tandem Verlag GmbH, Potsdam 2012, ISBN 978-3-8427-0483-1
- Hans E. Laux: „Der große Pilzführer, Editura Kosmos, Halberstadt 2001, p. 180-181, ISBN 978-3-440-14530-2
- Gustav Lindau, Eberhard Ulbrich: „Die höheren Pilze, Basidiomycetes, mit Ausschluss der Brand- und Rostpilze”, Editura  J. Springer, Berlin 1928
- Till E. Lohmeyer & Ute Künkele: „Pilze – bestimmen und sammeln”, Editura Parragon Books Ltd., Bath 2014, ISBN 978-1-4454-8404-4
- Meinhard Michael Moser: „Kleine Kryptogamenflora der Pilze - Partea a.: „Höhere Phycomyceten und Ascomyceten”, Editura G. Fischer, Jena 1950